# Riyadh Season Snooker Championship 2024
Riyadh Season Snooker Championship – zaproszeniowy turniej snookerowy w specjalnym formacie rozgrywany w sezonie 2024/25 World Snooker Tour. Turniej w Arabii Saudyjskiej odbył się w dniach 18–20 grudnia 2024 w Boulevard City w stolicy Arabii Saudyjskiej, Rijadzie.
W marcu 2024 turniej odbył się po raz pierwszy w Boulevard Arena pod nazwą World Masters of Snooker, a debiut wygrał Ronnie O’Sullivan.

## Regulamin turnieju
Do udziału w turnieju zaproszono 10 najlepszych światowych rankingów plus 2 lokalnych graczy z dziką kartą od organizatora. Cechą szczególną turnieju jest dodatkowa złota bila o wartości 20 punktów, dzięki której możliwy jest break maksymalny 167 punktów zamiast klasycznego 147.
Dodatkowa zasada: Złotą bilę z nadrukiem „167” umieszcza się na środku linii bazowej na początku każdej partii. Pozostanie na stole dopóki możliwy jest break maksymalny. Jeśli podejście zostanie przerwane lub gracz wbije kolor inny niż czarny, złota bila zostanie usunięta ze stołu przez sędziego. Można ją wbijać dopiero po uzyskaniu breaka 147, by zdobyć 20 dodatkowych punktów. Jeśli zostanie wbita przedwcześnie lub zostanie popełniony faul, przyznaje się przeciwnikowi od 4 do 7 punktów, a bila zostaje usunięta. Pierwsza osoba, która zdobędzie „167”, otrzyma dodatkową premię w wysokości 395 000 funtów (500 000 dolarów).

## Nagroda pieniężna
Pula nagród pieniężnych i podział nagród były takie same jak w marcowym turnieju, a łączna pula nagród wynosiła 785 000 funtów.
|                    | Nagroda pieniężna |
| ------------------ | ----------------- |
| zwycięzca          | 250 000 funtów    |
| finalista          | 125 000 funtów    |
| Półfinalista       | 75 000 funtów     |
| Ćwierćfinalista    | 50 000 funtów     |
| Runda pośrednia    | 25 000 funtów     |
| Runda dzikich kart | 5000 funtów       |
| Łączna pula nagród | 785 000 funtów    |

Dostępna jest także jednorazowa premia w wysokości 500 000 dolarów (około 395 000 funtów) dla pierwszego gracza, który zdobędzie maksymalny break oraz złotą bilę („167”).

## Przebieg turnieju
Rozgrywki odbyły się w dniach 18–20 grudnia w Rijadzie. Pierwszego dnia rozgrywki z udziałem dwóch graczy z dzikimi kartami odbywały się w godzinach popołudniowych; grali oni przeciwko numerom 9 i 10 w światowych rankingach. Obaj zwycięzcy zmierzyli się wieczorem z numerami 7 i 8. Zwycięzcy tych spotkań zmierzyli się z czołową szóstką rankingów w ćwierćfinale, który odbył się drugiego dnia. Półfinały i finały zostały rozegrane ostatniego dnia. Wszystkie rundy do półfinałów rozgrywane były do 4 wygranych frejmów, a finał – do pięciu.

### Runda dzikich kart
- Ding Junhui 4–0  Abdulraouf Saigh
- Zhang Anda 4–0  Ahmed Aseeri

### Turniej główny
|  | Runda pośrednia | Runda pośrednia | Runda pośrednia |  |  | Ćwierćfinały | Ćwierćfinały      | Ćwierćfinały |   |   | Półfinały         | Półfinały  | Półfinały |  |  | Finał | Finał | Finał |
|  |                 |                 |                 |  |  |              |                   |              |   |   |                   |            |           |  |  |       |       |       |
|  |                 |                 |                 |  |  |              |                   |              |   |   |                   |            |           |  |  |       |       |       |
|  |                 |                 |                 |  |  | 1            | Ronnie O’Sullivan | 4            |   |   |                   |            |           |  |  |       |       |       |
|  | 7               | Shaun Murphy    | 0               |  |  | WC           | Ding Junhui       | 0            |   |   |                   |            |           |  |  |       |       |       |
|  | WC1             | Ding Junhui     | 4               |  |  |              |                   |              |   | 1 | Ronnie O’Sullivan | 2          |           |  |  |       |       |       |
|  |                 |                 |                 |  |  |              | 5                 | Mark Allen   | 4 |   |                   |            |           |  |  |       |       |       |
|  |                 |                 |                 |  |  | 4            | Mark Selby        | 2            |   |   |                   |            |           |  |  |       |       |       |
|  |                 |                 |                 |  |  | 5            | Mark Allen        | 4            |   |   |                   |            |           |  |  |       |       |       |
|  |                 |                 |                 |  |  |              |                   |              |   |   | 5                 | Mark Allen | 5         |  |  |       |       |       |
|  |                 |                 |                 |  |  |              | 8                 | Luca Brecel  | 1 |   |                   |            |           |  |  |       |       |       |
|  |                 |                 |                 |  |  | 3            | Judd Trump        | 3            |   |   |                   |            |           |  |  |       |       |       |
|  |                 |                 |                 |  |  | 6            | Mark Williams     | 4            |   |   |                   |            |           |  |  |       |       |       |
|  |                 |                 |                 |  |  |              |                   |              |   | 6 | Mark Williams     | 2          |           |  |  |       |       |       |
|  |                 |                 |                 |  |  |              | 8                 | Luca Brecel  | 4 |   |                   |            |           |  |  |       |       |       |
|  |                 |                 |                 |  |  | 2            | Kyren Wilson      | 3            |   |   |                   |            |           |  |  |       |       |       |
|  | 8               | Luca Brecel     | 4               |  |  | 8            | Luca Brecel       | 4            |   |   |                   |            |           |  |  |       |       |       |
|  | WC2             | Zhang Anda      | 0               |  |  |              |                   |              |   |   |                   |            |           |  |  |       |       |       |

## Finał
| Finał: Do 5 frame’ów Boulevard Arena, Rijad, Arabia Saudyjska, 20 grudnia 2024. Sędzia: Kevin Dabrowski |                    |             |
| Mark Allen                                                                                              | 5-1                | Luca Brecel |
| 30-67, 104-49 (104), 80-1, 129-5 (109), 82-43 (50), 63-36                                               |                    |             |
| 109 | Najwyższy break    | -           |
| 2 | Breaki stupunktowe | 0           |
| 3 | Breaki 50-punktowe | 0           |

## Breaki stupunktowe turnieju
- 143, 122, 108  Ding Junhui
- 134  Zhang Anda
- 134, 109, 104  Mark Allen
- 129, 113  Ronnie O’Sullivan
- 120, 100  Luca Brecel
- 107  Judd Trump
- 103, 101  Mark Williams